# Le Berger Corydon
Le Berger Corydon est un tableau réalisé par le peintre français Paul Sérusier en 1913. De format horizontal, cette huile sur toile est une illustration de la Deuxième Bucolique de Virgile, qui met en scène la passion contrariée de Corydon pour Alexis. Elle figure le berger regardant le jeune esclave, qui lui tourne le dos, en se désintéressant lui-même son troupeau, lequel est ici composé de vaches. L'œuvre est conservée au musée d'Art moderne André-Malraux, au Havre, dans la Seine-Maritime.
Une autre peinture de Sérusier qui fait référence aux Bucoliques est son double portrait intitulé L'Adieu à Gauguin, qu'il réalise dès 1906 et qui se trouve au musée des Beaux-Arts de Quimper, à Quimper, dans le Finistère.  Son titre alternatif renvoie à deux bergers de la Première Bucolique, Tityre et Mélibée.

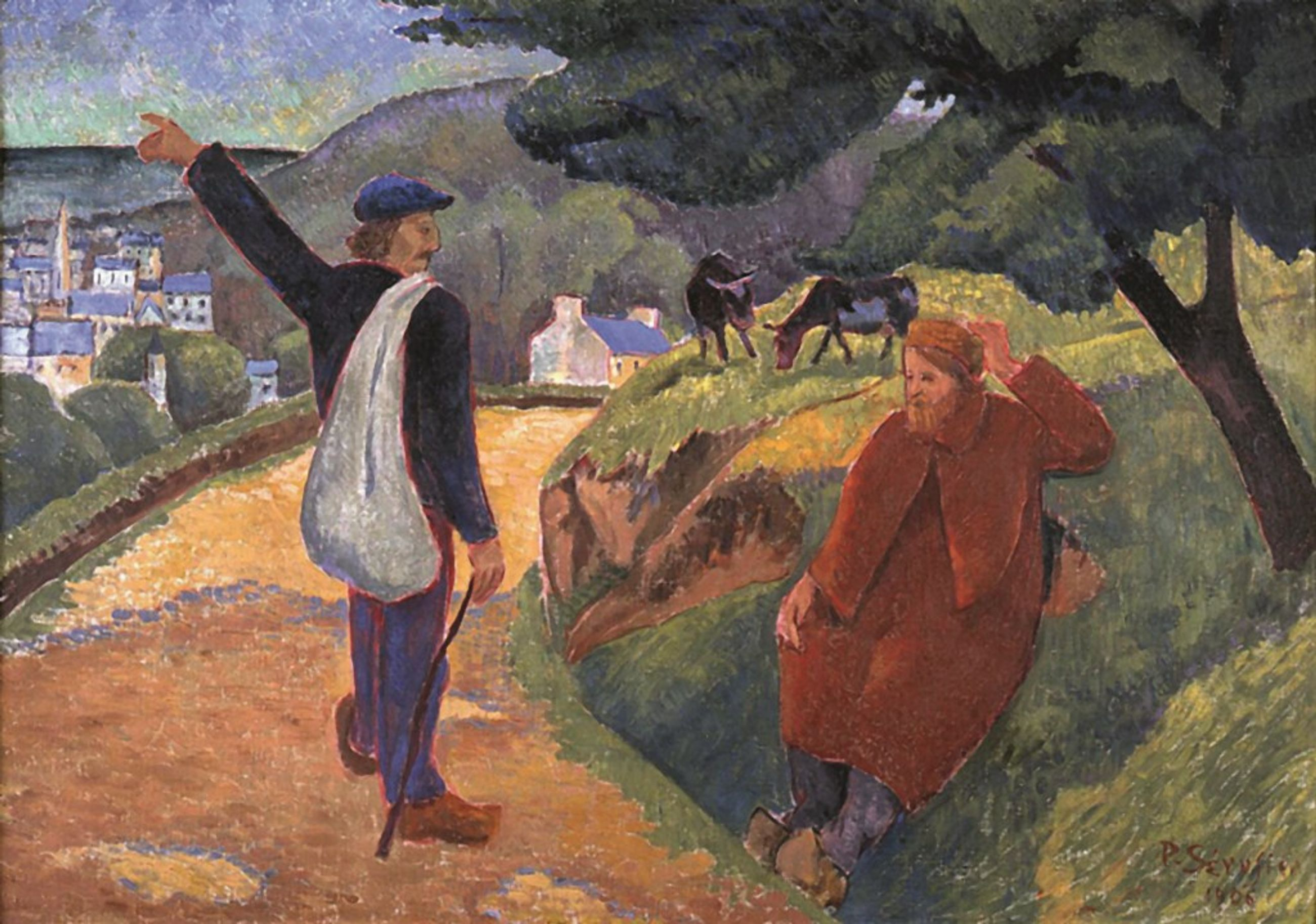
Paul Sérusier, L'Adieu à Gauguin, 1906 – Musée des Beaux-Arts de Quimper, Quimper.